# Vespadelus douglasorum
Vespadelus douglasorum és una espècie de ratpenat de la família dels vespertiliònids. És endèmic de la regió de Kimberley (Austràlia). El seu hàbitat natural són les zones de gres, on nia en coves i edificis situats a prop de masses d'aigua. És una espècie en risc mínim, és a dir, no sembla que hi hagi cap amenaça significativa per a la seva supervivència. Fou anomenat en honor d'Athol i Marion Douglas, que recolliren molts espècimens de ratpenats per a museus i institucions d'Austràlia Occidental.

## Reproducció
Les femelles pareixen una sola cria.